# Список озер Криму
Озе́ра Кри́му — в Криму нараховується понад 300 озер та лиманів. Майже всі озера солоні та розташовані вздовж узбережжя, у низинній степовій частині, за винятком невеликих прісних озер, що знаходяться на яйлах Головного пасма Кримських гір, а також декількох опріснених. Прісним є також Ак-Мечетське озеро на Тарханкутському півострові. Більшість озер мілководні, у декотрі з них впадають річки Рівнинного Криму. Практично на всіх озерах відсутні прибережні захисні смуги. Залежно від концентрації, озера поділяються на самосадні (де солі природним шляхом випадають в осад) та несамосадні. Присутні озера, що мають лікувальні грязі. Влітку деякі озера пересихають.
Всі озера й лимани Кримського півострова поділяються, залежно від місцезнаходження, на 7 груп: Перекопську, Тарханкутську, Євпаторійську, Херсонську, Озера на яйлах, Керченську та Генічеську (Чонгаро-Арабатську, Присиваську). Озера Генічеської групи розташовані в північній частині Арабатської стрілки, яка належить до Кримського півострова, але адміністративно належать до Херсонської області (кордон Автономної Республіки Крим відсікає цю частину коси).

## Озера за групами
Перелічені найбільші озера. Легенда:

### Перекопська група
Перекопська група нараховує 9 солоних озер. Площі водозбору всіх озер незначні, і лише в Айгульське озеро впадає річка Сакав:
| № | Назва      | Розташування | Площа дзеркала, км2 | Площа водозбору, км2 | Довжина, км | Середня ширина, км | Найбільша ширина, км | Середня глибина, м | Найбільша глибина, м | Мінералізація |
| - | ---------- | --- | ------------------- | -------------------- | ----------- | ------------------ | -------------------- | ------------------ | -------------------- | ------------- |
| 1 | Старе      | Красноперекопський район, північніше за місто Красноперекопськ                                                         | 12,2                | 37,2                 | 6,0         | 2,0                | 2,5                  | 1,5                | 3,0                  | солоне        |
| 2 | Красне     | Красноперекопський район, південною частиною наближається до міста Красноперекопськ, північною — до села Карпова Балка | 23,4                | 66,4                 | 13,5        | 1,6                | 2,5                  | 1,5                | 3,0                  | солоне        |
| 3 | Чайка      | Красноперекопський район, села Богачівка та Новоолександрівка                                                          | 0,8                 | 2,0                  | 1,7         | 0,4                | 0,5                  | 0,75               | 1,5                  | солоне        |
| 4 | Айгульське | Красноперекопський район, на березі озера розташоване село Красноармійське                                             | 37,5                | 213                  | 18          | 2,0                | 4,5                  | 1,5                | 3,0                  | солоне        |
| 5 | Кирлеуцьке | Красноперекопський район, на березі озера розташоване село Істочне                                                     | 20,8                | 101                  | 13          | 1,6                | 3,0                  | 1,5                | 3,0                  | солоне        |
| 6 | Кияцьке    | Красноперекопський район, на березі озера розташоване село Вишнівка                                                    | 12,5                | 68,4                 | 10          | 1,2                | 2,5                  | 2,0                | 4,0                  | солоне        |
| 7 | Кругле     | Красноперекопський район, на північний схід від Красноперекопська, поблизу Красного озера                              | 2,55                | 5,05                 | 2,5         | 1,0                | 1,5                  | 1,0                | 2,0                  | солоне        |
| 8 | Янгул      | Красноперекопський район, поблизу сіл Філатівка, Карпова Балка                                                         | 2,85                | 10,3                 | 2,5         | 1,1                | 1,2                  | 1,0                | 2,0                  | солоне        |
| 9 | Пусурман   | Північно-східніше за місто Красноперекопськ                                                                            | 0,7                 | 1,7                  | 1,2         | 0,6                | 0,7                  | 0,4                | 0,7                  | солоне        |

### Тарханкутська група
Тарханкутська група нараховує 8 озер, серед яких — найдовше та найглибше озеро Донузлав. Єдине прісне озеро — Ак-Мечетське.
| №  | Назва          | Розташування                                                                                                   | Площа дзеркала, км2 | Площа водозбору, км2 | Довжина, км | Середня ширина, км | Найбільша ширина, км | Середня глибина, м | Найбільша глибина, м | Мінералізація                             |
| -- | -------------- | --- | ------------------- | -------------------- | ----------- | ------------------ | -------------------- | ------------------ | -------------------- | ----------------------------------------- |
| 1  | Джарилгач      | Яричагацька бухта Каркінітської затоки Чорного моря, село Міжводне                                             | 8,3                 | 286                  | 8,5         | 1,0                | 2,3                  | 0,5                | 1,0                  | солоне, в південно-східній частині прісне |
| 2  | Ярилгач        | Яричагацька бухта Каркінітської затоки Чорного моря, село Міжводне (Чорноморський район)                       | 1,6                 | 21,6                 | 2,3         | 0,7                | 4,1                  | 0,2                | 0,45                 | солоне                                    |
| 3  | Панське        | В 4,5 км на південний захід від села Міжводне (Чорноморський район), з'єднується з Яричагацькою бухтою         | 5,2                 | 55,2                 | 4,5         | 1,2                | 2,15                 | —                  | 1,05                 | солоне                                    |
| 4  | Ак-Мечетське   | Караджинська бухта Чорного моря, смт Чорноморське                                                              | 0,15                | —                    | 0,4         | 0,3                | —                    | 0,4                | 0,75                 | прісне                                    |
| 5  | Лиман          | Західна околиця села Оленівка (Чорноморський район)                                                            | 1,36                | 66,6                 | 1,6         | 0,9                | 1,2                  | 1,0                | 2,0                  | солоне                                    |
| 6  | Маяцьке        | На 1,5 км західніше від смт Чорноморське                                                                       | 0,1                 | 1,65                 | 0,4         | 0,2                | 0,3                  | 0,3                | 0,6                  | солоне                                    |
| 7  | Великий Кипчак | Південно-західніше за село Оленівка                                                                            | 0,12                | —                    | 0,5         | 0,2                | 0,4                  | 0,3                | 0,55                 | солоне                                    |
| 8  | Малий Кипчак   | Західніше за село Оленівка                                                                                     | 0,09                | —                    | 0,4         | 0,2                | —                    | 0,2                | 0,35                 | солоне                                    |
| 9  | Донузлав       | Чорноморський район, з'єднується каналом з Чорним морем                                                        | 48,2                | 1288                 | 30          | 1,7                | 8,5                  | —                  | 27                   | солоне                                    |
| 10 | Бакальське     | Бакальська коса, Каркінітська затока Чорного моря, на 3 км західніше за село Стерегуще (Роздольненський район) | 7,1                 | 257                  | 4,0         | 1,7                | 3,5                  | 0,40               | 0,85                 | солоне                                    |

### Євпаторійська група
Всі озера належать до Сакського району.
| №  | Назва                | Розташування                                                     | Площа дзеркала | Площа водозбору | Довжина | Середня ширина | Найбільша ширина | Середня глибина | Найбільша глибина | Мінералізація      |
| -- | -------------------- | ---------------------------------------------------------------- | -------------- | --------------- | ------- | -------------- | ---------------- | --------------- | ----------------- | ------------------ |
| 1  | Кизил-Яр             | на 10 км південніше за місто Саки, с. Іванівка                   | 8,0 км2        | 328 км2         | 5,7 км  | 1,4 км         | 2,1 км           | 2,0 м           | 3,7 м             | солоне             |
| 2  | Богайли              | південніше за м. Саки, с. Фрунзе                                 | 0,95 км2       | 77,5 км2        | 1,3 км  | 0,7 км         | 1,3 км           | 0,8 м           | 1,4 м             | солоне             |
| 3  | Сакське              | м. Саки                                                          | 9,7 км2        | 209 км2         | 5,5 км  | 1,6 км         | 3,0 км           | 0,6 м           | 1,52 м            | солоне             |
| 4  | Мойнаки              | м. Євпаторія                                                     | 1,76 км2       | 30,6 км2        | 2,39 км | 0,8 км         | 1,0 км           |                 | 0,85 м            | солоне             |
| 5  | Отар-Мойнацьке       | м. Євпаторія                                                     | 0,12 км2       | —               | 0,4 км  | 0,3 км         |                  |                 | 0,45 м            | солоне             |
| 6  | Мале Яли-Мойнацьке   | м. Євпаторія                                                     | 0,1 км2        | —               | 0,35 км | 0,3 км         |                  |                 |                   | солоне             |
| 7  | Велике Яли-Мойнацьке | м. Євпаторія                                                     | 0,6 км2        | 17,4 км2        | 1,2 км  | 0,5 км         |                  | 0,4 м           | 0,6 м             | солоне             |
| 8  | Сасик                | на схід від м. Євпаторія                                         | 75,3 км2       | 1064 км2        | 14 км   | 5,5 км         | 9,0 км           | 0,5 м           | 1,2 м             | солоне             |
| 9  | Конрад               | с. Уютне                                                         | 0,4 км2        | —               | 1,7 км  | 0,2 км         | 0,3 км           | 0,2 м           | 0,3 м             | солоне             |
| 10 | Терекли              | с. Молочне                                                       | 1,6 км2        | 42,4 км2        | 2,2 км  | 0,8 км         | 1,0 км           | 0,3 м           | 0,5 м             | солоне             |
| 11 | Аірчинське           | с. Вітине                                                        | 0,5 км2        | 13,8 км2        | 1,2 км  | 0,4 км         | 0,5 км           | 0,75 м          | 1,3 м             | солоне             |
| 12 | Ойбурське            | на північ від с. Штормове, з'єднане з Чорним морем               | 5,0 км2        | 92 км2          | 4 км    | 1,3 км         | 1,5 км           | 2,0 м           | 3,9 м             | солоне             |
| 13 | Аджибайчицьке озеро  | на південь від с. Штормове                                       | 1,2 км2        | 41 км2          | 1,5 км  | 0,7 км         | 0,8 км           | 0,6 м           | 1,0 м             | солоне             |
| 14 | без назви            | На східному березі озера Сасик, на 2 км південніше за с. Гаршине | 0,68 км2       | 207 км2         |         |                |                  |                 |                   | солоність невідома |

1. без назви, 2,5 км на південний захід від села Молочне
2. Солоне
3. без назви, село Штормове
4. без назви, село Попівка
5. без назви, селище Мирний
6. без назви, 1,6 км на північ від селища Мирний
7. без назви, селище Новоозерне

### Херсонеська група
| № | Назва  | Розташування                                  | Площа дзеркала | Площа водозбору | Довжина | Середня ширина | Найбільша ширина | Середня глибина | Найбільша глибина | Мінералізація |
| - | ------ | --------------------------------------------- | -------------- | --------------- | ------- | -------------- | ---------------- | --------------- | ----------------- | ------------- |
| 1 | Кругле | Місто Севастополь, поблизу Херсонеського мису | 0,05 км2       | 0,92 км2        | 0,32 км | 0,15 км        | 0,2 км           | невідома        | 1,0 м             | солоне        |

### Озера на яйлах
| № | Назва         | Розташування                                         | Площа дзеркала | Площа водозбору | Довжина | Середня ширина | Найбільша ширина | Середня глибина | Найбільша глибина | Мінералізація |
| - | ------------- | ---------------------------------------------------- | -------------- | --------------- | ------- | -------------- | ---------------- | --------------- | ----------------- | ------------- |
| 1 | Тавель-голь   | с. Краснолісся, Сімферопольський район               | 0,09 км2       | 0,12 км2        | 0,8 км  |                | 0,15 км          |                 | 0,6 м             | прісне        |
| 2 | Великий Когей | північна частина Карабі-яйли                         | 0,11 км2       | 0,87 км2        | 1,4 км  |                | 0,05 км          |                 | 0,7 м             | прісне        |
| 3 | Каратау-голь  | поблизу північного схилу гори Каратау на Карабі-яйлі | 0,02 км2       | 0,32 км2        | 0,11 км |                | 0,65 км          |                 | 0,8 м             | прісне        |
| 4 | Егіз-голь     | Карабі-яйла                                          | 0,03 км2       | 0,12 км2        | 0,19 км |                | 0,15 км          |                 | 1,0 м             | прісне        |

### Керченська група
| №  | Назва          | Розташування                                                                       | Площа дзеркала | Площа водозбору | Довжина | Середня ширина | Найбільша ширина | Середня глибина | Найбільша глибина | Мінералізація      |
| -- | -------------- | ---------------------------------------------------------------------------------- | -------------- | --------------- | ------- | -------------- | ---------------- | --------------- | ----------------- | ------------------ |
| 1  | Чокрацьке      | Північно-східне узбережжя Керченського півострова (Керченська міська рада)         | 8,5 км2        | 74 км2          | 4,1 км  | 1,9 км         | 3,6 км           | 0,85 м          | 1,5 м             | солоне             |
| 2  | Актаське       | Південніше за смт Щолкіне (Ленінський район)                                       | 26,8 км2       | 467 км2         | 8,0 км  | 3,0 км         | 3,5 км           | 2,0 м           | 3,0 м             | солоне             |
| 3  | Марфівське     | Село Марфівка (Ленінський район)                                                   | 2,24 км2       | 9,5 км2         | 2,1 км  | 1,5 км         | 0,45 км          | 0,7 м           |                   | солоне             |
| 4  | Киркояське     | Південно-східніше за село Марфівка (Ленінський район)                              | 0,6 км2        | 10,9 км2        | 1,3 км  | 0,5 км         | 0,7 км           | 0,65 м          | 1,0 м             | солоне             |
| 5  | Тобечицьке     | Узбережжя Керченської протоки (Ленінський район)                                   | 18,7 км2       | 189 км2         | 9,0 км  | 2,0 км         | 4,5 км           | 1,0 м           | 1,2 м             | солоне             |
| 6  | Чурбаське      | Узбережжя Керченської протоки (Керченська міська рада)                             | 3,6 км2        | 119 км2         | 4,0 км  | 0,9 км         | 1,5 км           | 1,0 м           | 1,5 м             | солоне             |
| 7  | Качик          | Південне ужбережжя Керченського півострова (Ленінський район)                      | 4,52 км2       | 164 км2         | 3,5 км  | 1,4 км         | 2,5 км           | 0,75 м          | 1,0 м             | солоне             |
| 8  | Узунларське    | Південне ужбережжя Керченського півострова (Ленінський район)                      | 21,2 км2       | 259 км2         | 10 км   | 1,5 км         | 5,5 км           | 0,6 м           | 1,2 м             | солоне             |
| 9  | Кояське        | Південне ужбережжя Керченського півострова, Опуцький заповідник (Ленінський район) | 5,01 км2       | 23 км2          | 3,4 км  | 1,2 км         | 2,0 км           | 0,75 м          | 1,0 м             | солоне             |
| 10 | Аджіголь       | Село Берегове поблизу міста Феодосія (Феодосійська міська рада)                    | 0,49 км2       | 2,5 км2         | 1,3 км  | 0,4 км         | 0,6 км           | 0,35 м          | 0,6 м             | опріснене          |
| 11 | Кучук-Аджіголь | Село Берегове поблизу міста Феодосія (Феодосійська міська рада)                    | 0,44 км2       |                 |         |                |                  |                 |                   | солоне             |
| 12 | Ачі            | Село Владиславівка (Кіровський район)                                              | 2,4 км2        | 18,2 км2        | 2,8 км  | 0,8 км         | 1,3 км           | 0,8 м           | 1,0 м             | солоне             |
| 13 | Парпач-Коль    | Село Ячмінне (Ленінський район)                                                    | 1,0 км2        | —               | 1,3 км  | 1,0 км         |                  |                 |                   | солоне             |
| 14 | без назви      | На узбережжі Азовського моря, поблизу села Курортне (Ленінський район)             | 0,72 км2       | —               |         |                |                  |                 |                   | солоність невідома |
| 15 | Солоне         | Поблизу села Борисівка (Ленінський район)                                          | 0,7 км2        | 7,5 км2         | 1,7 км  | 0,4 км         | 0,9 км           |                 |                   | солоне             |
| 16 | Курі           | Південне ужбережжя Керченського півострова, Опуцький заповідник (Ленінський район) | 0,6 км2        | —               | 1,0 км  | 0,6 км         |                  |                 |                   | солоність невідома |

1. Голь (Ленінський район)
2. Солоне (Ленінський район)
3. Солоне (Ленінський район)
4. Солоне (Ленінський район)
5. Солоне (Ленінський район)
6. Ворошилівське (Керченська міська рада)
7. без назви, 0,24 га (Керченська міська рада)
8. без назви, 0,6 га (Керченська міська рада)

### Генічеська група
Озера, що належать до цієї групи, адміністративно розташовуються в Генічеському районі Херсонської області, та належать до Кримського півострова. Знаходяться на Арабатській стрілці.
| № | Назва         | Розташування                              | Площа дзеркала | Площа водозбору | Довжина | Середня ширина | Найбільша ширина | Середня глибина | Найбільша глибина | Мінералізація |
| - | ------------- | ----------------------------------------- | -------------- | --------------- | ------- | -------------- | ---------------- | --------------- | ----------------- | ------------- |
| 1 | без назви     | Арабатська стрілка поблизу села Стрілкове | 0,84 км2       |                 |         |                |                  |                 |                   | солоне        |
| 2 | Авер'янівське | Північний кінець Арабатської стрілки      | 0,84 км2       |                 |         |                |                  |                 |                   | солоне        |
| 3 | Генічеське    | Північний кінець Арабатської стрілки      | 9,2 км2        | 19,2 км2        | 4,9 км  | 1,9 км         | 2,9 км           |                 | 0,6 м             | солоне        |
| 4 | Зябловське    | Північний кінець Арабатської стрілки      | 0,84 км2       |                 | 3,0 км  | 0,3 км         | 0,6 км           |                 | 0,5 м             | солоне        |